# Адам Таггарт
Адам Таггарт (англ. Adam Taggart, нар. 2 червня 1993, Перт) — австралійський футболіст, нападник клубу «Ньюкасл Юнайтед Джетс» та національної збірної Австралії.

## Клубна кар'єра
Народився 2 червня 1993 року в місті Перт. Вихованець «Перт Глорі».
У дорослому футболі дебютував 2010 року виступами за «Перт Глорі», в якому провів два сезони, взявши участь лише у 10 матчах чемпіонату.
До складу клубу «Ньюкасл Юнайтед Джетс» приєднався влітку 2012 року, де став виступати в парі з легендарним англійським форвардом Емілем Гескі. У сезоні 2013/14 з 16 голами став найкращим бомбардиром чемпіонату Австралії, через що був визнаний найкращим молодим гравцем А-ліги та включений до символічної збірної чемпіонату. Наразі встиг відіграти за команду з австралійського Ньюкасла 44 матчі в національному чемпіонаті.

## Виступи за збірні
З 2011 року залучався за збірні Австралії різних вікових категорій.
3 грудня 2012 року дебютував в офіційних матчах у складі національної збірної Австралії у відборі на чемпіонат Східної Азії проти збірної Гонконгу (1:0), замінивши на 70 хвилині Арчі Томпсона. 
2014 року потрапив у заявку збірної на чемпіонат світу в Бразилії.
Наразі провів у формі головної команди країни 4 матчі, забивши 3 голи.

## Титули і досягнення

### Командні
- Володар Кубка Південної Кореї: 2019

### Індивідуальні
- Найкращий бомбардир А-Ліги: 2013–14 (16 голів)
- Найкращий молодий гравець А-Ліги: 2013–14
- У символічній збірній А-Ліги: 2013–14